# Tanaka Soichi
Soichi Tanaka (田中 奏一, sinh ngày 27 tháng 6 năm 1989) là một cầu thủ bóng đá người Nhật Bản.

## Thống kê câu lạc bộ
Cập nhật đến ngày 23 tháng 2 năm 2018.
| Thành tích câu lạc bộ | Thành tích câu lạc bộ | Thành tích câu lạc bộ | Giải vô địch | Giải vô địch | Cúp                   | Cúp                   | Tổng cộng | Tổng cộng |
| Mùa giải              | Câu lạc bộ            | Giải vô địch          | Số trận      | Bàn thắng    | Số trận               | Bàn thắng             | Số trận   | Bàn thắng |
| Nhật Bản              | Nhật Bản              | Nhật Bản              | Giải vô địch | Giải vô địch | Cúp Hoàng đế Nhật Bản | Cúp Hoàng đế Nhật Bản | Tổng cộng | Tổng cộng |
| --------------------- | --------------------- | --------------------- | ------------ | ------------ | --------------------- | --------------------- | --------- | --------- |
| 2012                  | Fagiano Okayama       | J2 League             | 2            | 0            | 1                     | 0                     | 3         | 0         |
| 2013                  | Fagiano Okayama       | J2 League             | 31           | 2            | 1                     | 0                     | 32        | 2         |
| 2014                  | Fagiano Okayama       | J2 League             | 28           | 3            | 1                     | 0                     | 29        | 3         |
| 2015                  | Fagiano Okayama       | J2 League             | 12           | 0            | 0                     | 0                     | 12        | 0         |
| 2016                  | Fagiano Okayama       | J2 League             | 14           | 2            | 3                     | 0                     | 17        | 2         |
| 2017                  | Fagiano Okayama       | J2 League             | 4            | 0            | 2                     | 0                     | 6         | 0         |
| Tổng                  | Tổng                  | Tổng                  | 91           | 7            | 8                     | 0                     | 99        | 7         |